# Usellus
Usellus (en sard, Useddus) és un municipi italià, dins de la província d'Oristany. L'any 2007 tenia 933 habitants. Es troba a la regió de Marmilla. Limita amb els municipis d'Albagiara, Ales, Gonnosnò, Mogorella, Villa Verde i Villaurbana.

## Administració
| Període | Identitat     | Partit        |
| ------- | ------------- | ------------- |
| 2005-   | Adriano Atzei | Llista cívica |